# Harald von Elverfeldt
Harald Freiherr von Elverfeldt (* 6. Februar 1900 in Hildesheim; † 6. März 1945 in Köln-Nippes) war ein deutscher Generalleutnant sowie Kommandeur der 9. Panzer-Division im Zweiten Weltkrieg.

## Leben

### Familie
Harald entstammte dem Adelsgeschlecht Elverfeldt und war der Sohn des preußischen Majors Ferdinand Johann Georg von Elverfeldt, der in der kaiserlichen Botschaft in St. Petersburg arbeitete. Elverfeldt heiratete 1923 Elizabeth von Berg und bekam mit ihr 1924 und 1929 zwei Töchter.

### Militärkarriere
Elverfeldt trat während des Ersten Weltkriegs am 25. März 1918 als Fähnrich in das 1. Garde-Regiment zu Fuß der Preußischen Armee ein. Am 10. Mai 1918 wurde er zum Regiment ins Feld überwiesen, nahm an den Kämpfen an der Westfront teil und wurde mit dem Eisernen Kreuz II. Klasse ausgezeichnet.
Nach dem Waffenstillstand von Compiègne kehrte Elverfeldt mit den Resten seines Regiments in die Heimat zurück und schloss sich nach der Demobilisierung dem als Freikorps im Baltikum tätigen Detachement von Schauroth an. Er wurde dann im April 1920 als Leutnant in die Reichswehr übernommen, zunächst im Reichswehr-Infanterie-Regiment 5 verwendet und am 1. Januar 1921 in das 9. (Preußisches) Infanterie-Regiment versetzt. Hier diente er in den folgenden Jahren als Ordonnanzoffizier sowie als Adjutant des Ausbildungs-Bataillons. Nach seiner Beförderung zum Oberleutnant am 1. Januar 1926 folgte als solcher von Oktober 1926 bis Februar 1927 seine Kommandierung an die Infanterieschule Dresden sowie von Oktober 1927 bis März 1928 zu einem Waffenlehrgang nach Döberitz. Von Oktober 1931 bis April 1933 absolvierte Elverfeldt seine Führergehilfenausbildung beim Stab der 6. Division in Münster.
Anschließend stellte man ihn zur Verfügung des Chefs der Heeresleitung und kommandierte ihn zum Reichswehrministerium. Darauf folgte vom 1. Juni 1933 bis 30. April 1934 seine Kommandierung zur Kommandantur Berlin sowie seine zwischenzeitliche Beförderung zum Hauptmann am 1. September 1933. Elverfeldt wurde dann in das Reichswehrministerium, das kurz darauf in Reichskriegsministerium umbenannt wurde, versetzt und hier in der Abteilung T 5 verwendet. Als Major kehrte er am 12. Oktober 1937 in den Truppendienst zurück und war bis 9. November 1938 Kompaniechef im Infanterieregiment 83. Anschließend wurde Elverfeldt als Erster Generalstabsoffizier in den Stab der 3. Leichten Division versetzt.
Mit der Division war Elverfeldt zu Beginn des Zweiten Weltkriegs am Überfall auf Polen beteiligt und erhielt die Wiederholungsspange zum Eisernen Kreuz II. Klasse sowie das Eiserne Kreuz I. Klasse. Am 1. November 1939 wurde er zum Oberstleutnant befördert. Elverfeldt war ebenfalls am Westfeldzug sowie am Unternehmen Barbarossa, dem Überfall auf die Sowjetunion 1941 beteiligt. Im März 1942 wurde er zum Oberst befördert und erhielt am 16. März 1942 das Deutsche Kreuz in Gold. Im restlichen Jahr 1942 und frühen Jahr 1943 nahm er an diversen Anti-Partisanen-Operationen (Unternehmen Eisvogel und Unternehmen Zigeunerbaron) teil. Im September 1943 wurde er zum Generalmajor befördert und war fortan auf der Krim im Einsatz. Nachdem die 9. Panzer-Division in der Normandie gekämpft hatte, wurde Elverfeldt am 21. September 1944 bis zu einer Verwundung am 28. Dezember 1944 mit der Führung der Division beauftragt. Für seine Leistungen während dieser Zeit war Elverfeldt am 9. Dezember 1944 mit dem Ritterkreuz des Eisernen Kreuzes ausgezeichnet worden. Am 1. Januar 1945 folgte seine Ernennung zum Kommandeur der 9. Panzer-Division. Elverfeldt fiel beim Straßenkampf in Köln-Nippes.
Postum wurde er am 23. März 1945 mit dem Eichenlaub zum Ritterkreuz des Eisernen Kreuzes (801. Verleihung) ausgezeichnet und rückwirkend zum 1. März 1945 zum Generalleutnant befördert.